# Microregiunea Miskolc
Microregiunea Miskolc (în maghiară Miskolci kistérség) a fost o microregiune statistică (kistérség) din județul Borsod-Abaúj-Zemplén, Ungaria.
Cu o populație de 261.680 locuitori și o suprafață de 1.006,37 km2, aceasta a existat până în 2014, când în Ungaria, microregiunile ”kistérségek” au fost înlocuite de districte (járások).